# Scotopteryx staudingeri
Scotopteryx staudingeri är en fjärilsart som beskrevs av Thierry-mieg 1910. Scotopteryx staudingeri ingår i släktet backmätare, och familjen mätare. Inga underarter finns listade.